# Дальнє (Покровський район)
Да́льнє — село (до 2011 року — селище) в Курахівської міської громади Покровського району Донецької області, Україна. У селі мешкає 403 людей.

## Загальні відомості
Відстань до райцентру становить близько 25 км і проходить переважно автошляхом Н15. Селом тече Балка Суха.
21 листопада 2024 року російські війська окупували село.

## Населення
За даними перепису 2001 року населення села становило 403 особи, з них 66,75 % зазначили рідною мову українську, 33 % — російську та 0,25 % — грецьку мову.